# Вергунов, Виктор Анатольевич
Виктор Анатольевич Вергунов (род. 3 июня 1960, Дерновка, Барышевский район, Киевская область) — украинский учёный в области сельскохозяйственной мелиорации и истории естествознания. Академик Национальной академии аграрных наук Украины (2016, членкор с 2010), доктор сельскохозяйственных наук (2003), профессор (2000). Директор Национальной научной сельскохозяйственной библиотеки НААН (с 2000). Член Национального союза журналистов Украины (2004). Заслуженный работник сельского хозяйства Украины (2003).

## Биография
Родился 3 июня 1960 года в с. Дерновка Барышевского района Киевской области. Окончил агрономический факультет Ворошиловградского сельскохозяйственного института (1982) и магистратуру исторического факультета Университета Григория Сковороды в Переяславе (2010).
С 1982 года работал агрохимиком; после окончания аспирантуры (1988) в ННЦ «Институт земледелия НААН» младшим научным сотрудником, затем научным сотрудником лаборатории защиты почв от эрозии. С 1993 года возглавил сектор международных связей и подготовки научных кадров, а с 1998 года — заведующий отделом информационно-консультационного обеспечения АПВ Киевской области. С 2000 года — директор Национальной научной сельскохозяйственной библиотеки НААН — руководитель Института истории аграрной науки, образования и техники. В 1992 году защитил кандидатскую, в 2003 и 2010 гг. — докторские диссертации.

## Научная деятельность
Научно-организационная и методическая деятельность. А. Вергунова как вице-президента Ассоциации библиотек Украины и директора главной библиотеки аграрной отрасли, что за своим фондом является третьей отраслевой библиотекой мира, признана на государственном уровне, а также специалистами из-за рубежа. Основал новое направление и свою школу в отечественном естествознании — изучение истории аграрной науки, образования и техники. С этих вопросов под научным руководством учёного защищено 46 диссертаций на соискание учёной степени кандидата исторических (31), сельскохозяйственных (14) и биологических (1) наук.
Автор более 1000 научных, научно-популярных и монографических изданий, отдельных статей в энциклопедических изданий, журналистских публикаций, библиографических указателей, соавтор ряда учебников для высших учебных заведений.

## Награды и премии
- Орден князя Ярослава Мудрого V степени (9 ноября 2020 года) — за значительный личный вклад в развитие национальной культуры и искусства, весомые творческие достижения и высокое профессиональное мастерство[1]
- Орден «За заслуги» I степени (19 мая 2018 года) — за значительный личный вклад в государственное науки, многолетний добросовестный труд и высокий профессионализм[2]
- Орден «За заслуги» II степени (22 января 2015 года) — за значительный личный вклад в государственное строительство, социально-экономическое, научно-техническое, культурно-образовательное развитие Украинского государства, многолетний добросовестный труд и высокий профессионализм[3]
- Орден «За заслуги» III степени (26 сентября 2009 года) — за значительный личный вклад в развитие библиотечного дела, весомые достижения в профессиональной деятельности и по случаю Всеукраинского дня библиотек[4]
- Кавалер Ордена Сельскохозяйственных заслуг (Франция, 2010 год)[5]
- Орден Почёта (6 марта 2012 года, Россия) — за большой вклад в развитие двустороннего российско-украинского сотрудничества в области сельскохозяйственной науки[6]
- Юбилейная медаль «10 лет независимости Украины» (2001 год)
- Юбилейная медаль «20 лет независимости Украины» (19 августа 2011 года) — за значительный личный вклад в социально-экономическое, научно-техническое и культурно-образовательное развитие Украинского государства, весомые трудовые достижения и многолетний добросовестный труд[7]
- Заслуженный работник сельского хозяйства Украины (2003)
- Почётный гражданин Киева (2024)[8]
- Почётная грамота Кабинета Министров Украины (12 декабря 2002 года) — за многолетнюю плодотворную работу, весомый личный вклад в развитие аграрной науки и внедрения её достижений в производство, подготовку высококвалифицированных специалистов для агропромышленного комплекса[9]
- Грамота Верховной Рады Украины[укр.] (2002 год) — 'за особые заслуги перед украинским народом
- Почётная грамота Верховной Рады Украины[укр.] (28 сентября 2005 года) — за особые заслуги перед украинским народом
- Серебряная медаль ВДНХ (1990 год)
- Почётное отличие УААН (2007 год)
- Лауреат Киевской областной комсомольской премии имени А. Бойченко в области науки и техники (1990 год)
- Награждён республиканской комсомольской Премией имени М. Островского в области науки и техники (1991 год)
- Премия НАН Украины для молодых учёных (1995 год)
- Премия УААН «За выдающиеся достижения в аграрной науке» (2001 год)
- Премия Автономной Республики Крым (2006 год)
- Премия имени Н. С. Грушевского НАН Украины (2009 год)
- Премия имени Я. Юрьева НАН Украины (2014 год)